# Erich Naumann
Erich Naumann, född 29 april 1905 i Meissen, död 7 juni 1951 i Landsberg am Lech, var en tysk SS-Brigadeführer. Mellan 1941 och 1943 var Naumann befälhavare för Einsatzgruppe B, en av de fyra mobila insatsgrupper som dödade judar, romer, partisaner, politruker och andra för Tredje riket misshagliga personer i Sovjetunionen och Baltikum.

## Biografi
Naumann blev medlem av NSDAP i november 1929. År 1933 inträdde han i SA och 1935 i SD.

### Andra världskriget
Naumann var från den 16 november 1941 till den 1 mars 1943 befälhavare för Einsatzgruppe B och därmed bland annat ansvarig för massmord på 17 256 människor i Smolensk i Ryssland. Naumanns Einsatzgruppe förfogade även över tre gasvagnar, i vilka man i huvudsak mördade judar.
Efter sin tid som chef för Einsatzgruppe B innehade Naumann flera höga poster inom Sicherheitspolizei (Sipo) och Sicherheitsdienst (SD). År 1943 var han inspektör för Sipo och SD i Berlin och mellan 1943 och 1944 tjänstgjorde han som chef för Sipo och SD i Nederländerna, med huvudkontor i Haag.

### Einsatzgruppenrättegången
Efter andra världskriget ställdes Naumann inför rätta vid Einsatzgruppenrättegången i Nürnberg 1947–1948. Han ansåg inte att hans gärningar i egenskap av befälhavare för Einsatzgruppe B var moraliskt förkastliga utan att de var nödvändiga, då ordern hade givits av Führern. Tribunalen i Nürnberg dömde Naumann till döden för krigsförbrytelser och brott mot mänskligheten. Han avrättades genom hängning den 7 juni 1951.